# Institut Cervantes
Pour les articles homonymes, voir Cervantes.
L'Institut Cervantes (en espagnol : Instituto Cervantes) est une institution culturelle dépendant du ministère espagnol des Affaires étrangères, créée en 1991 sous la direction de l'historien Nicolás Sánchez-Albornoz, pour la promotion et l’enseignement de la langue espagnole et pour la diffusion des cultures espagnole et hispanoaméricaine. 
L'Institut est présent dans 87 villes de 44 pays sur les cinq continents.

## Dénomination
L'institut porte le nom de l'écrivain espagnol Miguel de Cervantes.

## Fonctions

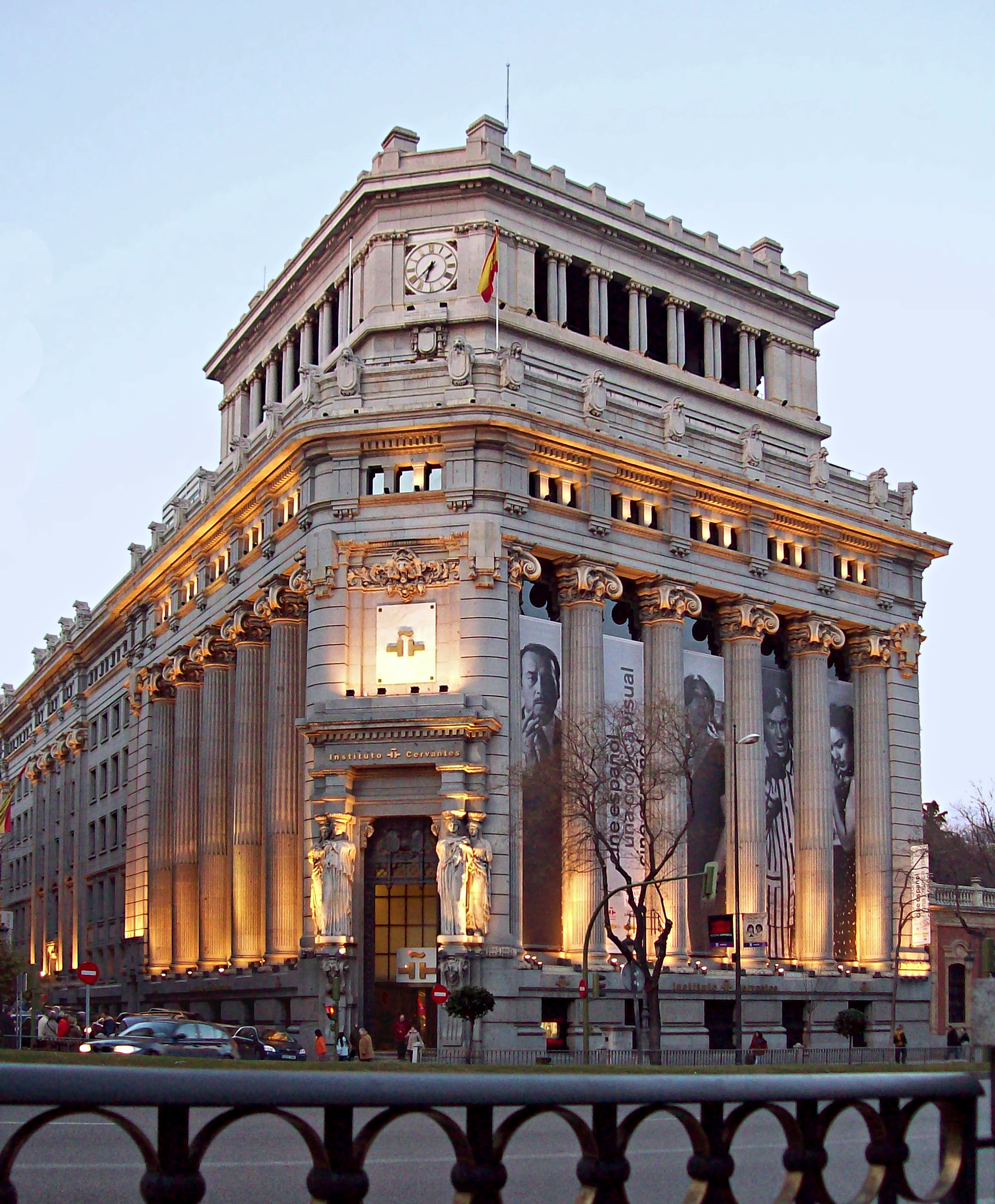
L'immeuble des Cariatides, siège madrilène de lInstituto Cervantes.

L'Institut se consacre à la promotion et à l'enseignement de la langue espagnole, ainsi qu'à la diffusion de la culture espagnole et hispano-américaine. Les sièges de l'institut sont à Madrid et Alcalá de Henares. Cette institution est comparable à l'Institut français, au British Council ou au Goethe-Institut.
L'Institut Cervantes, dans ses centres installés dans différents pays du monde, organise les activités suivantes :
- des cours généraux et spécialisés de langue espagnole ;
- des bibliothèques et centres documentaires. Tous travaillent en réseau et forment le Red de Bibliotecas del Instituto Cervantes (RBIC)[1] ;
- les épreuves du diplôme d'espagnol comme langue étrangère (DELE) ;
- des programmes de diffusion de la culture hispanique ;
- des réflexions sur l'enseignement de l'espagnol ;
- un soutien aux travaux des hispanistes.

Il gère depuis 1997 un site Internet appelé Centre virtuel Cervantes, qui contient des ressources sur la langue et la culture espagnoles, et publie chaque année depuis 1998 un volume L'espagnol dans le monde, analyse du statut de la langue espagnole dans le monde et de son évolution.

## Direction
| Président d'honneur                   | S.M. le roi d'Espagne               |
| Président exécutif                    | Le président du Gouvernement        |
| Président du conseil d'administration | Le ministre des Affaires étrangères |
| Directeur                             | Luis García Montero                 |

## Centres d'enseignement

### En Afrique
- Maroc : Casablanca, Fès, Meknès, Marrakech, Rabat, Tanger, Tétouan, Essaouira, Agadir
- Algérie: Alger, Oran
- Tunisie : Tunis
- Égypte : Alexandrie, Le Caire

### En Amérique
- Brésil : Belo Horizonte, Brasilia, Curitiba, Florianópolis, Porto Alegre, Recife, Rio de Janeiro, Salvador, São Paulo
- Canada : Calgary
- États-Unis : Albuquerque, Chicago, New York, Seattle

### En Asie et Océanie
| - Australie : Sydney - Chine : Pékin | - Inde : New Delhi - Indonésie : Jakarta | - Japon : Tōkyō - Malaisie : Kuala Lumpur | - Philippines : Manille - Viêt Nam : Hanoï |

Proche-Orient :
| - Israël : Tel Aviv-Jaffa - Jordanie : Amman | - Liban : Beyrouth - Syrie : Damas |

### En Europe
| - Allemagne : Berlin, Brême, Francfort-sur-le-Main, Hambourg, Munich - Autriche : Vienne - Belgique : Bruxelles, Avenue Louise 140, 1050 Bruxelles - Bulgarie : Sofia - Croatie : Zagreb - France : Bordeaux, Lyon, Paris, Toulouse - Gibraltar - Grèce : Athènes - Hongrie : Budapest - Irlande : Dublin - Italie : Milan, Naples, Palerme, Rome - Islande : Reykjavik | - Pays-Bas : Utrecht - Pologne : Cracovie, Varsovie - Portugal : Lisbonne - République tchèque : Prague - Roumanie : Bucarest - Russie : Moscou - Royaume-Uni : Leeds, Londres, Manchester - Serbie : Belgrade - Slovaquie : Bratislava - Slovénie : Ljubljana - Suède : Stockholm - Turquie : Istanbul |

#### En France
En France, quatre centres sont implantés dans les villes de Paris, Bordeaux, Lyon et Toulouse. 
À noter que l'institut Cervantes de Bordeaux se situe dans l'immeuble ou mourut le célèbre peintre espagnol Francisco de Goya[réf. nécessaire].
Chacun d'entre eux comprend une bibliothèque :
- L'Instituto Cervantes, 7 rue Quentin-Bauchart[4], avec la bibliothèque Octavio-Paz 11 avenue Marceau (16e arrondissement de Paris).
- La bibliothèque Antonio-Buero Vallejo à Bordeaux[5].
- La bibliothèque Gabriel-Aresti à Lyon[6].
- La bibliothèque Manuel-Azaña à Toulouse[7].

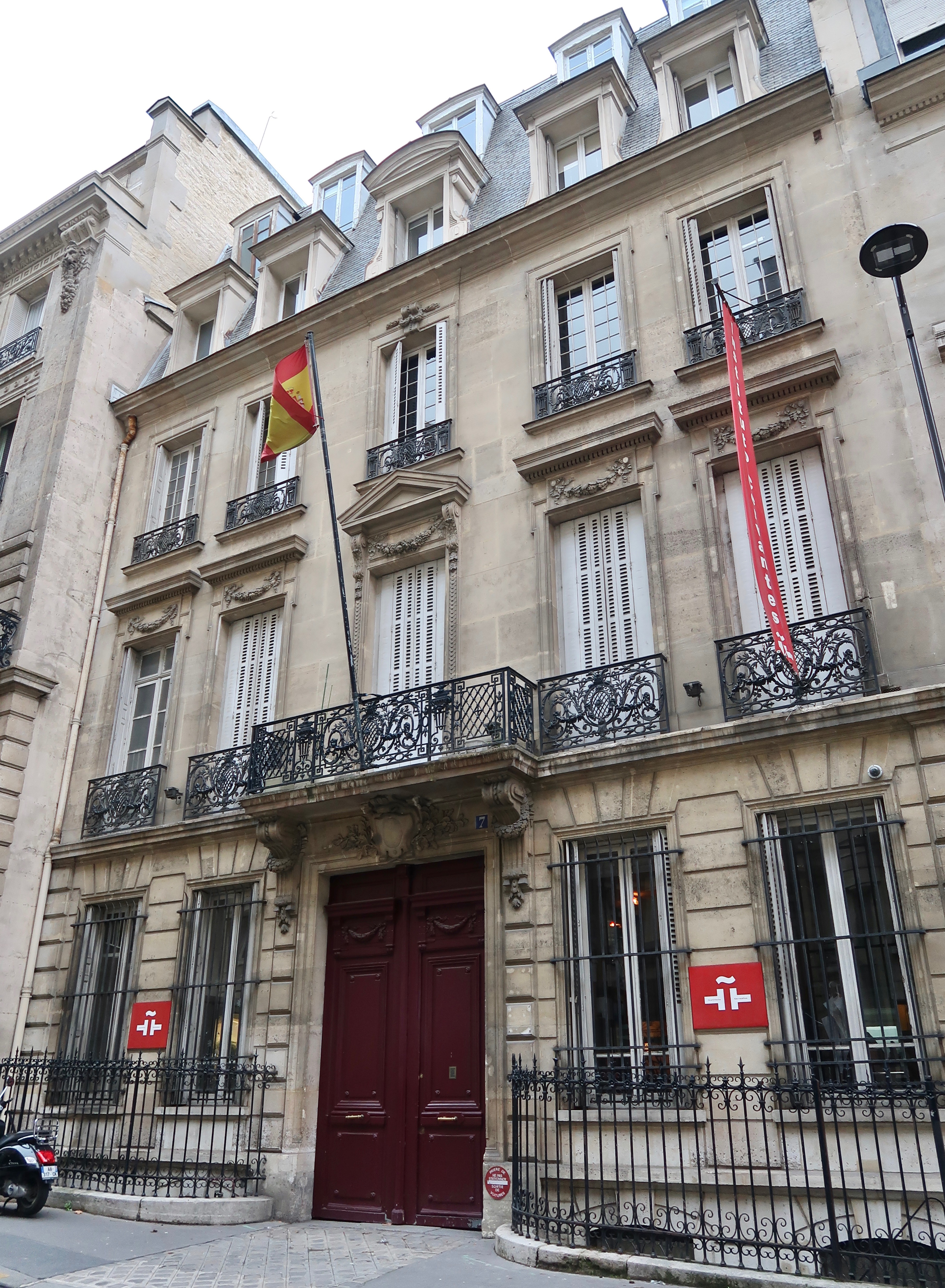
L'Institut Cervantes de Paris, dans le 8e arrondissement.
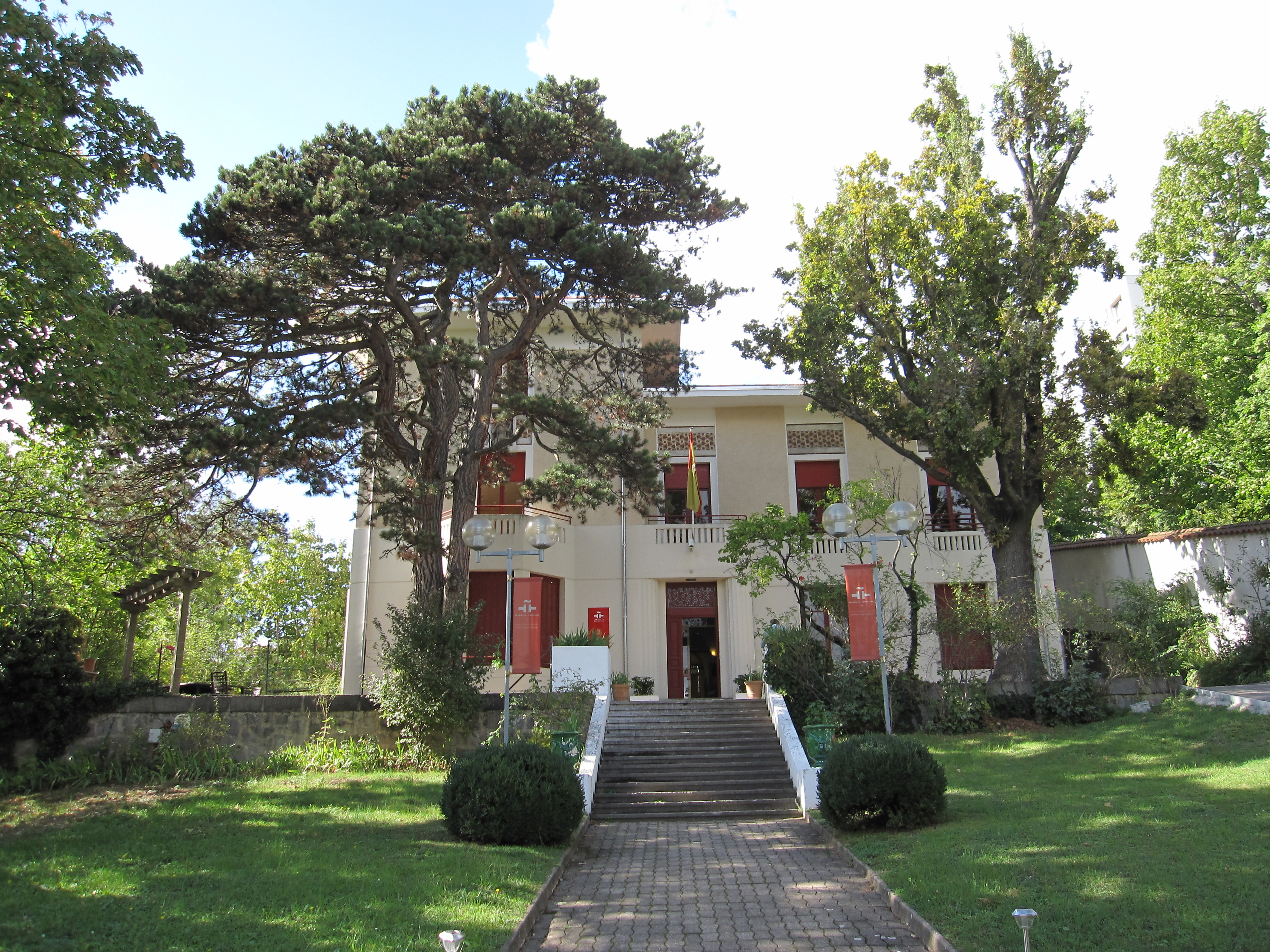
L'Institut Cervantes de Lyon, dans le 5e arrondissement.